# Tirepied-sur-Sée
Tirepied-sur-Sée es una comuna francesa, situada en el departamento de Mancha, de la región de Normandía. Fue creada el 1 de enero de 2019 con la unión de las comunas de La Gohannière y Tirepied.

## Geografía
Está ubicada a 7 km al este de Avranches.

## Demografía
| 920 |
| Para los censos de 1962 a 1999 la población legal corresponde a la población sin duplicidades (Fuente: INSEE [Consultar]) |